# Zakrzewo, West Pomeranian Voivodeship
Zakrzewo [zaˈkʂɛvɔ] là một ngôi làng thuộc khu hành chính của Gmina Darłowo, thuộc hạt Sławno, West Pomeranian Voivodeship, ở phía tây bắc Ba Lan. Nó nằm khoảng 6 kilômét (4 mi) về phía đông bắc của Darłowo, 17 km (11 mi) phía tây bắc Sławno và 169 km (105 mi) về phía đông bắc của thủ đô khu vực Szczecin. Sołectwo của Zakrzewo bao gồm hai phần được gọi là Zakrzewo Dolne ("Lower Zakrzewo") và Zakrzewo Górne ("Upper Zakrzewo").
Trước năm 1945, khu vực này là một phần của Đức và được gọi là Sackshöhe. Đối với lịch sử của khu vực, xem Lịch sử của Pomerania.
Làng có dân số 201 người.